# Cala Blanca (Alcalà de Xivert)
Cala Blanca és una petita platja de grava i arena blanca del municipi d'Alcalà de Xivert, a la comarca del Baix Maestrat (País Valencià).
Aquesta cala es divideix en dos espais, de 60 i 20 m d'amplària. Rodejada de costa rocosa, al nord, a 650 m trobem cala Mundina i al sud, a 650 m, la platja de les Fonts.
És una cala aïllada amb aigües transparents i vegetació natural. Està enclavada en la zona de protecció mediambiental de la serra d'Irta i és considerada una platja natural, sense interacció urbana.
Se situa en un entorn natural, disposant d'accés per un carrer sense urbanitzar. S'arriba des de Les Fonts pel camí l'Atall. Es pot aparcar a les vores del camí o en un terreny prop de la cala.